# 米穜
米穜（1862年—1923年），字秀實，號福田，甘肅階州直隸州文縣人，清朝政治人物。

## 生平
光緒二十一年（1895年）乙未科進士，歷任通化縣知縣、四川石泉縣知縣。